# Weesp
Weesp és un municipi de la província d'Holanda del Nord, al centre-oest dels Països Baixos. L'1 de gener de 2009 tenia 17.564 habitants repartits per una superfície de 21,88 km² (dels quals 1,33 km² corresponen a aigua). Limita al nord amb Muiden, a l'oest amb Amsterdam, a l'est amb Naarden i al sud amb Abcoude, Loenen i Hilversum.

## Centres de població
De Horn, Uitermeer i Weesp.

## Ajuntament
El consistori està format per 17 regidors:
- WAP, 5 regidors
- CDA, 3 regidors
- PvdA, 3 regidors
- GroenLinks 2 regidors
- VVD, 2 regidors
- AOV Weesp, 1 regidor
- DEP, 1 regidor